# Andrea Benetti
Andrea Benetti (Bologna, 1964. január 15. –) olasz festő, az Újkori barlangművészet 2009-ben bemutatott kiáltványának ("The Manifesto of Neo Cave Art") a szerzője, amelyet az ötvenharmadik Velencei biennálén mutatott be.

## Élete
Andrea Benetti Bolognában született 1964-ben. 2006-ban ő írta a neobarlang művészet kiáltványát, amelyet 2009-ben az 53. velencei művészeti biennálén mutatott be.
Művészetét az őskori ember közvetlen hivatkozása és közvetett módon az első művészeti formák ihlették. A barlangmunkákból Benetti alkotói szempontból kölcsönözte stílusjegyeit, stilizált zoomorf és antropomorf motívumokkal, geometriai formákkal és absztrakt formákkal teli alkotásokat alkotva színmezőkkel, mintha etikai és filozófiai hidat teremtenének az őstörténettel és egyidejűséggel, amelyet a növényi pigmentek és technikák, például a dombormű és a graffiti alkalmazása hangsúlyoz.
Munkája jelen van a főbb olasz és külföldi művészeti gyűjteményekben (például az ENSZ, a Vatikán és a Quirinale gyűjteményeiben). Legújabb kiállításai között szerepelnek „Az eredet színei és hangjai” (Bologna, Palazzo D’Accursio, 2013), a „VR60768 · Antropomorf alak” (Róma, Képviselőház, 2015), a „Pater Luminium” (Gallipoli, Polgári Múzeum, 2017) és az „Arcok az erőszak ellen” (Bologna, Palazzo D’Accursio, 2017).
2020-ban megkapta a Nettuno d’Oro-díjat Bolognában.

## Múzeumok és gyűjtemények
Az alábbi helyeken állították ki Benetti műveit:
- Az ENSZ Művészeti Gyűjteménye (New York, Egyesült Államok) [11]
- Vatikáni Művészeti Gyűjtemény (Città del Vaticano) [12]
- MACIA – Olasz Kortárs Művészeti Múzeum Amerikában ( San José – Costa Rica) [13]
- Quirinal Art Collection ∙ A Köztársaság Olasz Elnöksége Rome (Róma – Olaszország) [6]
- Palazzo Montecitorio, olasz parlament, Deputie kamara (Róma – Olaszország) [14]
- A Ferrarai Egyetem Művészeti Gyűjteménye (Ferrara – Olaszország) [15]
- A Bari Egyetem Művészeti Gyűjteménye (Bari – Olaszország) [16]
- Mambo B Bologna Modern Művészetek Múzeuma (Bologna – Olaszország) [17]
- Museion ∙ Bolzano Modern és Kortárs Művészeti Múzeum (Bolzano – Olaszország) [18]
- CAMeC – Camec Modern Modern és Kortárs Művészeti Központ – (La Spezia – Olaszország) [19]
- FP Michetti Múzeum (Francavilla al Mare – Olaszország) [20]
- Osvaldo Licini Kortárs Művészeti Múzeum (Ascoli Piceno – Olaszország) [21]
- Lecce Község Művészeti Gyűjteménye (Lecce – Olaszország) [22]

## Bibliográfia
- K. H. Keller, G. Rossi, R. Sabatelli: Andrea Benetti and Lanfranco Di Rico – September 2001, Johns Hopkins University, Bologna, 2008, 12 pages[23]
- Various authors: Arte e cultura – Un ponte tra Italia e Costa Rica, I.I.L.A., San Josè, 2008, 98 pages[24]
- Various authors: Natura e sogni – Catalogo del Padiglione della 53. Biennale di Venezia, Umberto Allemandi & C., Venice, 2009, 98 pages[25]
- Various authors: Esplorazione inconsueta all'interno della velocità, Bologna, 2009, 104 pages[26]
- Andrea Benetti, Gregorio Rossi: Il Manifesto dell'Arte Neorupestre, Umberto Allemandi & C., Venice, 2009, 18 pages[27]
- Carlo Fabrizio Carli: Diorama Italiano – 61º Premio Michetti, Vallecchi, Francavilla a Mare, 2010, 202 pages[28]
- C. Parisot, P. Pensosi: Portraits d'Artistes, Edizioni Casa Modigliani, Roma, 2010, 72 pages
- Simona Gavioli: Andrea Benetti – B. P. Before Present, Media Brain, Bologna, 2009, 52 pages[29]
- Various authors: Andrea Benetti – La pittura Neorupestre, Comune di Castellana Grotte, Castellana Grotte, 2011, 58 pages[30]
- D. Iacuaniello, C. Parisot, G. Rossi: M173 – Tracce apocrife, Istituto Europeo Pegaso, Rome, 2012, 70 pages[31]
- G. Rossi, D. Scarfì: Il simbolismo nella pittura Neorupestre, Mediabrain, Syracuse, 2012, 88 pages[32]
- Andrea Benetti, Silvia Grandi: Colori e suoni delle origini, Qudulibri, Bologna, 2013, 86 pages[33]
- Andrea Benetti, Stefano Papetti: Dalla roccia alla tela – Il travertino nella pittura Neorupestre, Qudulibri, Ascoli P., 2014, 54 pages[34]
- A. Benetti, S. Cassano, D. Coppola, A. F. Uricchio: Colori e suoni delle Origini, Qudulibri, Bari, 2014, 58 pages[35]
- Andrea Benetti, Silvia Grandi: Il colore della luce, Qudulibri, Bologna, 2014, 56 pages[36]
- A. Benetti, S. Grandi, M. Peresani, M. Romandini, G. Virelli: VR60768 – anthropomorphic figure, Qudulibri, Rome, 2015, 80 pages[37]
- Andrea Benetti, Toti Carpentieri: Astrattismo delle origini, Qudulibri, Lecce, 2015, 60 pages[38]
- Various authors: Arte Neorupestre, Monograph, Qudulibri, Bologna, 2015, 208 pages[39]
- Andrea Benetti, Fiorenzo Facchini, Fernando Lanzi, Gioia Lanzi: Signum Crucis, Qudulibri, Bologna, 2016, 42 pages[40]
- A. Benetti – P. Fameli – A. Fiorillo – F. Fontana – M. Peresani – M. Romandini – I. Schipani – U. T. Hohenstein: "preHISTORIA CONTEMPORANEA" Qudulibri, Ferrara, 2016, 64 pages[41]
- A. Benetti – P. Fameli – A. Marrone – M. Ratti: "Omaggio alla pittura Rupestre", Qudulibri, La Spezia, 2016, 58 pages[42]
- Andrea Benetti – Silvia Grandi: "Volti contro la violenza", Qudulibri, Bologna, 2017, 40 pages[43]

## Külső linkek
- Andrea Benetti – hivatalos honlap olasz nyelven
- Andrea Benetti – hivatalos oldal angol nyelven
- Andrea Benetti a Treccani enciklopédián
- Andrea Benetti – A bemutató videó